# Banggong Co
Banggong Co (tyb. སྤང་གོང་མཚོ། མཚོ་མོ་ངང་ལྷ་རིང་པོ, Wylie: spang gong mtsho; chiń. upr. 班公错; pinyin Bāngōng Cuò; hindi पांगोंग त्सो, Pangong Tso) – jezioro endoreiczne w Himalajach, rozdzielone granicą między Chiny i Indie. Jest zasolone w części zachodniej. Leży na wysokości 4241 m n.p.m. i zajmuje powierzchnię 604 km². Najgłębszy punkt znajduje się we wschodniej części zbiornika i osiąga 41,3 m.